# Rhabdophis chrysargoides
Rhabdophis chrysargoides är en ormart som beskrevs av Günther 1858. Rhabdophis chrysargoides ingår i släktet Rhabdophis och familjen snokar. Inga underarter finns listade i Catalogue of Life.
Denna orm förekommer på västra Java i Sydostasien. Antagligen lever arten nära vattendrag. Honor lägger troligtvis ägg.
Det saknas informationer angående populationens storlek och möjliga hot. IUCN kategoriserar arten globalt som otillräckligt studerad.